# Center for Biosikring og –Beredskab
Center for Biosikring og –Beredskab (CBB) koordinerer alle aktiviteter vedrørende biologiske kampstoffer og bioterrorisme på Statens Serum Institut (SSI) og er statslig myndighed for biosikring. Fra 1. november 2009 skal såvel private som offentlige virksomheder indhente tilladelse fra CBB, hvis de ønsker at arbejde med materialer, der kan misbruges til fremstilling af biologiske våben.
Centret blev etableret ved en folketingsbeslutning i 2001, under navnet Center for Biologisk Beredskab, men skiftede navn fra 1. september 2008 for at afspejle, at centret både er ansvarlig for implementeringen af den nationale biosikring men også er en del af sikkerhedsberedskabet.

## Ekstern henvisning
- Centrets hjemmeside